# Land- und Stadtgericht Marsberg
Das Land- und Stadtgericht Marsberg war von 1839 bis 1848 ein preußisches Land- und Stadtgericht mit Sitz in Marsberg.

## Geschichte
Das Land- und Stadtgericht Marsberg entstand zum 1. Januar 1839 aus dem aufgelösten Justizamt Marsberg. Dieses umfasste ursprünglich Ober- und Niedermarsberg sowie Erlinghausen und wurde nach der preußischen Übernahme um Madfeld, Giershagen, Padberg und Canstein erweitert. Im Sprengel lebten anfangs 8081 Gerichtseingesessene. Am Gericht waren ein Land- und Stadtrichter, ein Assessor und vier nicht-richterliche Mitarbeiter beschäftigt.
Das Land- und Stadtgericht Marsberg war ein Gericht 2. Klasse, da nur zwei Richterstellen bestanden. Erst ab drei Richtern konnte eine Spruchkammer gebildet werden. Daher wurde das Land- und Stadtgericht Marsberg 1848 in eine Gerichtskommission Marsberg des Land- und Stadtgerichts Brilon umgewandelt.
Nach der Märzrevolution wurden in Preußen 1849 die Patrimonialgerichte abgeschafft und einheitlich Kreisgerichte geschaffen. Die Gerichtskommission Marsberg wurde als Gerichtskommission des Kreisgerichts Brilon im Bezirk des Appellationsgerichts Arnsberg weitergeführt.